# Short of Love
Short of Love (chino: 矮仔多情, Jyutping: Ngai chai dor ching) es el nombre de película hongkonés del género romántico y comedia dirigida por James Yuen, que se estrenarán el 25 de junio de 2009.

## Sinopsis
Wong Cho-Lam estrellas como Jack Lam, un corredor de bolsa por trabajador independiente que mantiene su fortuna en medio del tsunami financiero de 2008, pero pierde su novia excavación oro Lily (modelo de bikini Chrissie Chau). Ahora, sin un apretón principal, Jack se encuentra con el atento y super-cute Angel (modelo Angelababy Yeung), quien le aconseja que debe aprender a ayudar a otros en vez de ayudar a sí mismo. La idea es que una renovada, perspectivas desinteresada en la vida conducirá a Jack para repentino éxito con el amor.
Jack accede a convertirse en un buen tipo, con lo cual su vida es un 180 y es una lluvia de oportunidades para el amor, Jack consigue un montón de posibilidades con las damas, pero todo parece suceder de forma arbitraria y no necesariamente porque se vuelve una nueva página....

## Actores
- Wong Cho-Lam ... Jack
- Kate Tsui ... Cicatriz Sandy
- Race Wong ... Christy
- JJ Jia ... Caca
- Angelababy Yeung ... Angel

### Actores invitadas
- Chrissie Chau ... Lily
- Lee Man-kwan
- Ella Koon ... Secretario de Jack
- Louis Cheung ... Doctor Fung
- Lynn Hung ... Alto Mujer
- Mui Siu-Wai ... Masajeador para Puntada Invisible
- Eddie Ng
- I Love You Boyz ... Guardias Seguridad de Club Nocturno
- Louis Yuen ... Wah Dee (Parodia de Andy Lau)